# Gran Premio del Pacifico 1995
Il Gran Premio del Pacifico 1995 fu una gara di Formula 1, disputatasi il 22 ottobre 1995 sul Circuito di Aida. Fu la quindicesima prova del mondiale 1995 e vide la vittoria di Michael Schumacher su Benetton-Renault, seguito da David Coulthard secondo e da Damon Hill terzo. In questa gara ci furono sia l'ultima apparizione per Jean-Christophe Boullion e anche la prima apparizione in F1 per il pilota danese Jan Magnussen. Vincendo questa gara con Hill terzo, il numero 1 della Benetton Schumacher si aggiudicò il secondo dei suoi sette mondiali della sua carriera (il secondo della 1ª striscia consecutiva, la seconda coi 5 titoli in Ferrari) e tutto ciò con ancora 2 manche da giocare prima della fine del mondiale.

## Qualifiche
| Pos | N° | Pilota                   | Costruttore/Motore | Tempo    | Gap    |
| --- | -- | ------------------------ | ------------------ | -------- | ------ |
| 1   | 6  | David Coulthard          | Williams-Renault   | 1:14.013 |        |
| 2   | 5  | Damon Hill               | Williams-Renault   | 1:14.213 | +0.200 |
| 3   | 1  | Michael Schumacher       | Benetton-Renault   | 1:14.284 | +0.271 |
| 4   | 27 | Jean Alesi               | Ferrari            | 1:14.919 | +0.906 |
| 5   | 28 | Gerhard Berger           | Ferrari            | 1:14.974 | +0.961 |
| 6   | 15 | Eddie Irvine             | Jordan-Peugeot     | 1:15.354 | +1.341 |
| 7   | 2  | Johnny Herbert           | Benetton-Renault   | 1:15.556 | +1.543 |
| 8   | 30 | Heinz-Harald Frentzen    | Sauber-Ford        | 1:15.561 | +1.548 |
| 9   | 26 | Olivier Panis            | Ligier-Mugen-Honda | 1:15.621 | +1.608 |
| 10  | 7  | Mark Blundell            | McLaren-Mercedes   | 1:15.652 | +1.639 |
| 11  | 14 | Rubens Barrichello       | Jordan-Peugeot     | 1:15.774 | +1.761 |
| 12  | 8  | Jan Magnussen            | McLaren-Mercedes   | 1:16.339 | +2.326 |
| 13  | 25 | Aguri Suzuki             | Ligier-Mugen-Honda | 1:16.519 | +2.506 |
| 14  | 23 | Pedro Lamy               | Minardi-Ford       | 1:16.596 | +2.583 |
| 15  | 29 | Jean-Christophe Boullion | Sauber-Ford        | 1:16.646 | +2.633 |
| 16  | 24 | Luca Badoer              | Minardi-Ford       | 1:16.887 | +2.874 |
| 17  | 3  | Ukyo Katayama            | Tyrrell-Yamaha     | 1:17.014 | +3.001 |
| 18  | 4  | Mika Salo                | Tyrrell-Yamaha     | 1:17.213 | +3.200 |
| 19  | 9  | Gianni Morbidelli        | Footwork-Hart      | 1:18.114 | +4.101 |
| 20  | 10 | Taki Inoue               | Footwork-Hart      | 1:18.212 | +4.199 |
| 21  | 21 | Pedro Diniz              | Forti-Ford         | 1:19.579 | +5.566 |
| 22  | 22 | Roberto Moreno           | Forti-Ford         | 1:19.745 | +5.732 |
| 23  | 17 | Andrea Montermini        | Pacific-Ford       | 1:20.093 | +6.080 |
| 24  | 16 | Bertrand Gachot          | Pacific-Ford       | 1:21.405 | +7.392 |

## Gara
Al via Coulthard tiene la prima posizione mentre Schumacher tenta di attaccare Hill all'esterno in curva 1. L'inglese si difende accompagnando Schumacher vicino all'erba, così che Alesi ne approfitta e si porta secondo. Hill è terzo mentre Schumacher viene passato anche da Berger. Al quinto giro Schumacher passa Berger per la quarta posizione. Coulthard nel frattempo vola via e dopo 7 giri ha già 11 secondi di vantaggio sul terzetto Alesi - Hill - Schumacher. Il tedesco prova il sorpasso su Hill all'esterno di curva 5 ma anche in questo caso l'inglese l'accompagna verso l'esterno e Schumacher deve desistere.
Al 18º giro i tre duellanti per il secondo posto rientrano insieme ai box per il primo pit-stop. I meccanici della Benetton sono i più veloci e Schumacher torna in pista davanti ad Alesi ed Hill. Il francese e l'inglese si trovano dietro anche ad Irvine e Frentzen che non si sono ancora fermati. Alesi passa entrambi senza problemi mentre Hill sbaglia l'attacco su Irvine e tocca la Jordan dell'inglese, ma riesce a proseguire. Coulthard si ferma al giro 25 e rientra in pista davanti a Schumacher di 7 secondi. Il tedesco è molto più veloce e con una serie di giri veloci si porta negli scarichi dello scozzese.
Schumacher rientra ai box al 38º giro per il secondo pit-stop ed esce a 20 secondi da Coulthard, davanti ad Alesi e Hill. L'inglese si ferma al 39º giro per cercare il sorpasso sul francese, che rientra ai box nella tornata seguente. Quando Alesi esce dai box è dietro l'inglese della Williams. Schumacher intanto ricuce il distacco da Coulthard (che ha una strategia a due soste) con una serie di giri veloci. Il tedesco si porta da 20 a 8 secondi dallo scozzese, che rientra ai box per la sua seconda e ultima sosta al giro 50. Coulthard esce a 14 secondi da Schumacher, che dovrà però fermarsi una terza volta. Hill è terzo a 20 secondi da Coulthard, mentre la zona punti è chiusa da Berger, Alesi e Herbert.
Schumacher è sempre il più veloce in pista e continua a guadagnare su Coulthard. Quando al 60º giro rientra ai box per il terzo pit-stop ha il gap sufficiente per uscire davanti allo scozzese. Anche Hill, Berger, Alesi ed Herbert si fermano per il loro terzo pit-stop ma le posizioni non mutano. Schumacher gestisce gli ultimi giri e vince per l'ottava volta in stagione e la diciottesima in carriera, ma soprattutto si laurea per il secondo anno consecutivo Campione del Mondo.
| Pos | N. | Pilota                   | Costruttore/Motore | Giri | Tempo/Ritiro       | Griglia | Punti |
| --- | -- | ------------------------ | ------------------ | ---- | ------------------ | ------- | ----- |
| 1   | 1  | Michael Schumacher       | Benetton-Renault   | 83   | 1:48:49.972        | 3       | 10    |
| 2   | 6  | David Coulthard          | Williams-Renault   | 83   | +14.920            | 1       | 6     |
| 3   | 5  | Damon Hill               | Williams-Renault   | 83   | +48.333            | 2       | 4     |
| 4   | 28 | Gerhard Berger           | Ferrari            | 82   | +1 Giro            | 5       | 3     |
| 5   | 27 | Jean Alesi               | Ferrari            | 82   | +1 Giro            | 4       | 2     |
| 6   | 2  | Johnny Herbert           | Benetton-Renault   | 82   | +1 Giro            | 7       | 1     |
| 7   | 30 | Heinz-Harald Frentzen    | Sauber-Ford        | 82   | +1 Giro            | 8       |       |
| 8   | 26 | Olivier Panis            | Ligier-Mugen-Honda | 81   | +2 Giri            | 9       |       |
| 9   | 7  | Mark Blundell            | McLaren-Mercedes   | 81   | +2 Giri            | 10      |       |
| 10  | 8  | Jan Magnussen            | McLaren-Mercedes   | 81   | +2 Giri            | 12      |       |
| 11  | 15 | Eddie Irvine             | Jordan-Peugeot     | 81   | +2 Giri            | 6       |       |
| 12  | 4  | Mika Salo                | Tyrrell-Yamaha     | 80   | +3 Giri            | 18      |       |
| 13  | 23 | Pedro Lamy               | Minardi-Ford       | 80   | +3 Giri            | 14      |       |
| 14  | 3  | Ukyo Katayama            | Tyrrell-Yamaha     | 80   | +3 Giri            | 17      |       |
| 15  | 24 | Luca Badoer              | Minardi-Ford       | 80   | +3 Giri            | 16      |       |
| 16  | 22 | Roberto Moreno           | Forti-Ford         | 78   | +5 Giri            | 22      |       |
| 17  | 21 | Pedro Diniz              | Forti-Ford         | 77   | +6 Giri            | 21      |       |
| Ret | 14 | Rubens Barrichello       | Jordan-Peugeot     | 67   | Problema elettrico | 11      |       |
| Ret | 9  | Gianni Morbidelli        | Footwork-Hart      | 63   | Motore             | 19      |       |
| Ret | 10 | Taki Inoue               | Footwork-Hart      | 38   | Problema elettrico | 20      |       |
| Ret | 17 | Andrea Montermini        | Pacific-Ford       | 14   | Cambio             | 23      |       |
| Ret | 25 | Aguri Suzuki             | Ligier-Mugen-Honda | 10   | Testacoda          | 13      |       |
| Ret | 29 | Jean-Christophe Boullion | Sauber-Ford        | 7    | Testacoda          | 15      |       |
| Ret | 16 | Bertrand Gachot          | Pacific-Ford       | 2    | Cambio             | 24      |       |

## Classifiche Mondiali

### Piloti
| Pos | Pilota             | Punti |
| --- | ------------------ | ----- |
| 1   | Michael Schumacher | 92    |
| 2   | Damon Hill         | 59    |
| 3   | David Coulthard    | 49    |
| 4   | Jean Alesi         | 42    |
| 5   | Johnny Herbert     | 41    |

### Costruttori
| Pos | Team             | Punti |
| --- | ---------------- | ----- |
| 1   | Benetton-Renault | 123   |
| 2   | Williams-Renault | 102   |
| 3   | Ferrari          | 73    |
| 4   | McLaren-Mercedes | 21    |
| 5   | Jordan-Peugeot   | 18    |

- Vengono indicate solo le prime 5 posizioni.